# Al-Wàthiq (abbàssida)
Abu-Jàfar Harun al-Wàthiq bi-L·lah —àrab: أبو جعفر هارون الواثق بالله, Abū Jaʿfar Hārūn al-Wāṯiq bi-Llāh—, més conegut per la primera part del seu làqab, al-Wàthiq  (812-847), fou califa abbàssida de Bagdad (842-847) fill i successor d'al-Mútassim. La seva mare era una esclava grega que es deia Karatis.
Quan va morir el seu pare el 5 de gener del 842, fou proclamat successor. Feia algun temps que s'havia revoltat a Palestina un descendent dels omeies anomenat Abu Harb, conegut com al-Mubarka (el Velat) perquè sempre portava un vel a la cara. Per combatre la revolta s'hi havia enviat el general Radja ibn Ayyud al-Hidari, que inicialment no el va poder derrotar. En pujar al tron al-Wàthiq, Damasc es va revoltar sembla que d'acord amb al-Mubarka, i el governador de la ciutat va quedar assetjat a la ciutadella. Els rebels van establir el seu campament a Mardj Rahit a l'est de la ciutat, però Radja els va atacar i derrotar. Llavors el general va tornar a combatre al-Mubarka i aprofitant que molts partidaris l'havien abandonat a causa de l'arribada del temps de plantar les llavors, el va aconseguir derrotar i fer presoner.
A l'Hijaz es van revoltar els Banu Sulaym i altres nòmades kaysites i van saquejar diversos llocs. El governador de Medina va enviar contra els rebels un exèrcit manat per Hammad ibn Djarir al-Tabari que fou derrotat i mort. Llavors el califa va haver de recórrer al general turc Bugha al-Kabir. L'abril/maig del 845 Bugha va entrar a Medina va derrotar els Banu Sulaym i va alliberar els presoners que tenien; tot seguit va fer el pelegrinatge a la Meca. Llavors es va girar contra els Banu Hilal, aliats dels Banu Sulaym, i molts foren empresonats a Medina, però d'altres foren perdonats. Bugha va marxar finalment contra els Banu Murra i Banu Fazara que s'havien apoderat de Fadak, que quan va arribar el general van abandonar. La fugida dels presoners de Medina va obligar els habitants de la ciutat a combatre'ls amb l'ajut dels esclaus negres de la població. El 846 Bugha va combatre els Banu Numayr a la Yamama, i els va sotmetre amb força dificultats. A la primavera del 846 hi va haver un intent de revolució a Bagdad, organitzada pel respectat Ahmad ibn Nasr ibn Malik al-Khuzai, que volia eliminar la influència dels oficials turcs, però el senyal fou donat massa aviat (abril del 846) i les autoritats la van poder avortar fàcilment. Ahmad ibn Nasr fou executat.
Hi va haver enfrontaments aquell any 846 entre kharigites i kurds, mentrestant el califa preparava una expedició contra Constantinoble que mai no es va fer perquè va morir el 10 d'agost del 847 a 32 anys (altres fonts diuen a 34 o 36 anys, ja que la data de naixement és incerta).
Muhàmmad ibn Abd-al-Màlik ibn az-Zayyat fou el seu únic visir durant tot el regnat. Havia jurat eliminar-lo en temps del seu pare però una vegada al tron li va esdevenir indispensable. Va inventar un aparell de tortura en el qual va morir en pujar el nou califa al tron. En l'aspecte polític va intentar rebaixar la influència de l'oficial turc Aytakh al-Turki i en general va seguir la política del califa anterior.